# 新阿拉戈阿
新阿拉戈阿是巴西帕拉伊巴州的一个市镇。总面积122.254平方公里，总人口19163人，人口密度156.7人/平方公里。